# Zbrojownia na Wawelu
Zbrojownia - ekspozycja Zamku Królewskiego na Wawelu w Krakowie.
Zbrojowni na zamku, odpowiadającej swą funkcją i znaczeniu Skarbcowi koronnemu, przypuszczalnie na Wawelu nigdy nie było. Istniały zbiory stanowiące prywatną własność władców oraz przechowywano uzbrojenie załogi wojskowej (parter i piwnice zachodniego skrzydła zamku). Najwspanialej przedstawiała się zbrojownia królewska Zygmunta Augusta. O jej świetności świadczy zachowana do dziś przechowywana do 2021 w Budapeszcie zbroja 10-letniego króla oraz zbroje królewskie, wykonane przez Kuntza Lochnera, przechowywane w Sztokholmie i Moskwie. Wiele  okazów militariów padło ofiarą łupu wojennego w czasie potopu szwedzkiego. Kolejne sporządzane inwentarze ukazują ubywanie kosztownych przedmiotów zastawianych na potrzeby państwa albo ginących z powodu niedbalstwa opiekunów.
Po 1905 w koncepcji tworzącego się muzeum zamkowego nie mogło zabraknąć miejsca dla zbrojowni. Listę ofiarodawców w 1919 otwiera Dowództwo Wojska Polskiego, które przekazało 136 sztuk broni pochodzącej z XVIII wieku i XIX wieku. Dar ten może nie miał wielkiej wartości historycznej, ale miał ogromną wymowę moralną. Tym bardziej że część tej kolekcji stanowiła zdobycz wojenną  na armii austriackiej.
Wystawione obecnie w salach zamkowych militaria zostały zgromadzone w ostatnich sześćdziesięciu latach. Do wyjątkowo cennych nabytków należy półzbroja husarska z parą oryginalnych skrzydeł zakupiona w 1937 od rodziny Uniechowskich. W 1936 nabyto ze składek oficerów artylerii dwie armatki  wykonane przez nadwornego ludwisarza Zygmunta Augusta Oswalda Baldnera.
Energiczna akcja gromadzenia zbiorów spowodowała  otwarcie dla publiczności pomieszczeń Skarbca i Zbrojowni już w 1930. Najcenniejsze zabytki ewakuowano w 1939 i ostatecznie zabezpieczono w Kanadzie, skąd wracały w latach 1959-1961. Całkowitej zagładzie uległy w czasie II wojny światowej zdeponowane w muzeum w 1939 prywatne zbiory militariów, przywożone na zamek przez właścicieli w nadziei na ich ocalenie. Nie bez znaczenia były  tutaj też "kolekcjonerskie"  zamiłowania niemieckich urzędników.
W 1961 udało się kupić 430 obiektów, głównie broni palnej, ze zbiorów militariów po cieszyńskim kolekcjonerze Brunonie Konczakowskim. Przybyły także w tym okresie płytowe zbroje bojowe z XVI wieku, hełmy - głównie renesansowe moriony hiszpańskie, grupa broni siecznej, rapiery paradne i ozdobne szpady. Kupiono także rzadki okaz zbroi turniejowej z 1490, wykonanej przez norymberskiego płatnerza Konrada Pollera, przystosowanej do ciężkiego turnieju konnego na kopie. Kupiono kuszę z herbem Ciołek rodziny Poniatowskich. Precyzyjnie odtworzono kopie chorągwi krzyżackich zdobytych pod Grunwaldem w 1410, dzięki opisowi pozostawionemu przez Jana Długosza. Wśród armat uwagę zwraca lufa armaty z XVII wieku wydobytej z Wisły pod Wawelem  w 1884 i armatnia lufa z datą 1506 - najstarsza w wawelskiej zbrojowni.
W 1963 została otwarta nowa, obszerniejsza wystawa w pomieszczeniach sąsiadujących z historycznymi pomieszczeniami skarbca. Obecna kolekcja zaliczana jest do najpoważniejszych tego typu zbiorów w Polsce.